# Vosík francouzský
Vosík francouzský či též vosík skvrnitý (Polistes dominula) je velká, štíhlá vosa z čeledi sršňovitých (Vespidae). Žije v malých hierarchických společenstvech. Podobně jako ostatní vosy má také žihadlo, ale není agresivní a je relativně neškodný.

## Popis

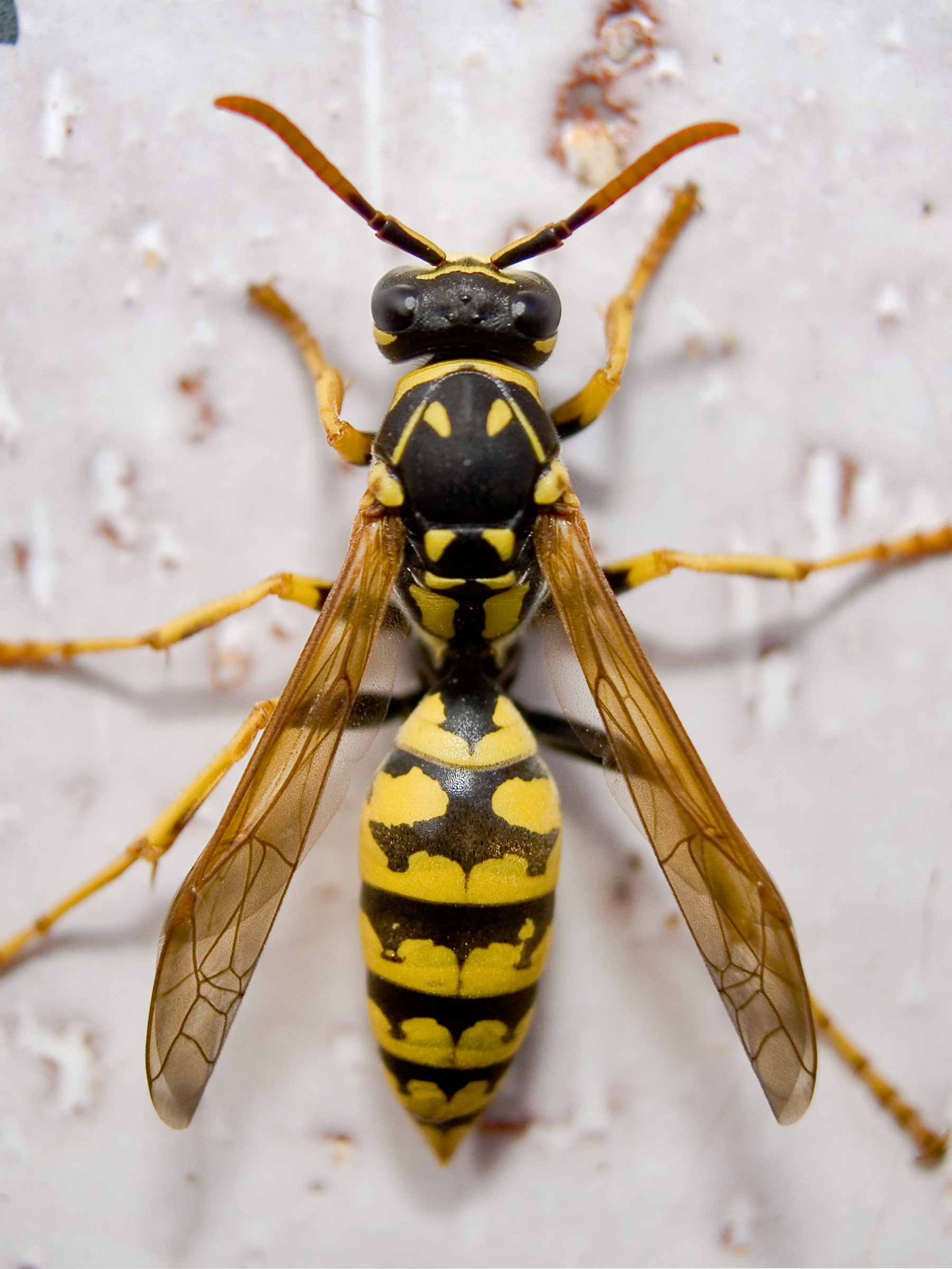
Vosík francouzský

Zadeček, který nemá dlouhé chlupy, se dopředu i dozadu zužuje. Poslední článek zadečku je převážně žlutý, samice a dělnice mají na rozdíl od vosíka obecného (Polistes nimpha) spodní stranu posledního zadečkového článku žlutou. Žluté jsou líce a spánky. Dosahuje velikosti 12 až 19 mm – samice 13 až 19 mm, dělnice 12 až 15 mm a samec 12 až 16 mm. Lze jej poznat za letu podle dlouhých svěšených nohou. Podobně jako ostatní vosy má vosík žihadlo. Druh není příliš agresivní. Jeho bodnutí způsobuje pouze krátkodobé pálení bez otoku.
Velmi podobný druh je vosík jižní (Polistes gallicus), který se liší zbarvením a tvarem hlavy.

## Rozšíření
Je rozšířen v mírném pásmu Evropy, na Kavkazu a ve Střední Asii. Jako zavlečený druh se invazivně šíří v Severní a Jižní Americe a v Jihoafrické republice. V Česku se vyskytuje především v nížinách a je v současnosti (2018) nejhojnějším ze všech vosíků.

## Biotop
Vyskytuje se na loukách, v křovinách, na okrajích lesů a v průsecích. Žije i ve starých rozpadlých budovách nebo v tlejících haldách dříví.

## Způsob života
Hnízdo
Malé jednoplástvové kartonové hnízdo zakládá několik oplozených samiček. Plástev není kryta ochranným obalem. Hnízdo bývá zavěšeno tenkou stopkou na skále či na stromě. Je tmavošedé a umístěné zpravidla na chráněném místě. Hnízda bývají nalepena na sebe. Hnízdo obvykle obsahuje cca 150 zárodečných buněk a přibližně 30 dělnic.
Královna, sestry a dělnice
Hnízdo zakládá buď jedna samice (haplometróza), nebo více vzájemně příbuzných samic-sester (pleometróza). Hnízda založená více samicemi mají větší šanci na přežití. Sestry tedy společně postaví hnízdo a nakladou do buněk vajíčka. Po snesení vajíček nejsilnější samička sežere vajíčka ostatních a dále klade vajíčka sama. Společnost sester podléhá stupňovité hierarchii. Samice, které se nacházejí na společenském žebříčku hned pod královnou, mohou klást vajíčka (ty však královna krátce po nakladení sežere), samice na nižším stupni mají zakrnělé pohlavní orgány a plní funkci dočasných dělnic. Pokud královna uhyne, její místo zaujme nejzdatnější z ostatních. Může k tomu dojít i v případě, že si některá dostatečně silná samička vybojuje postavení královny. Po vylíhnutí prvních dělnic se sesterské společenství obvykle začíná rozpadat a slabší sestry dobrovolně nebo donucením opouštějí hnízdo.
Teplota v hnízdě

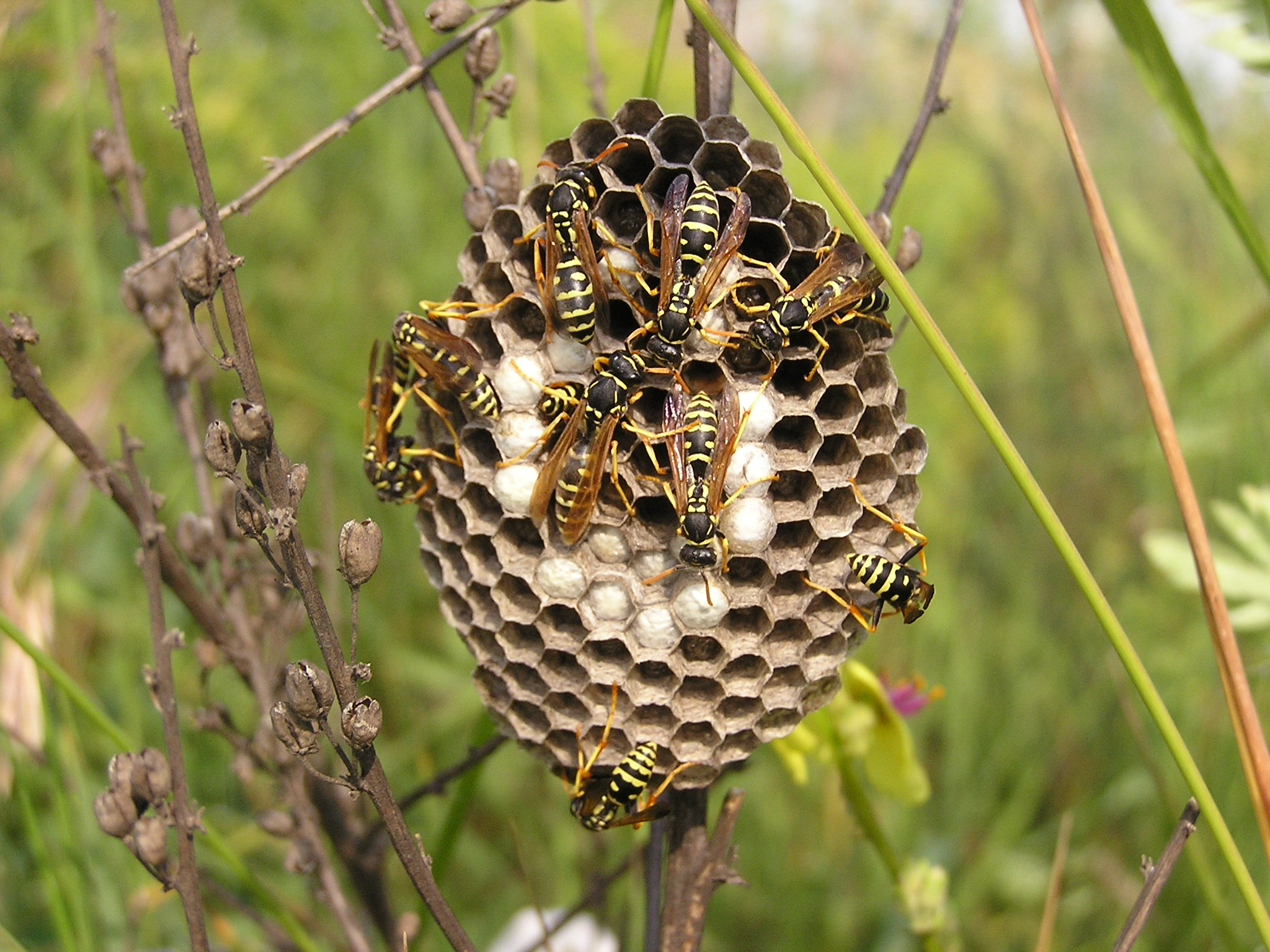
Hnízdo vosíka francouzského

Vosíci dokáží v hnízdě teplotu regulovat, rozdíl mezi obývanými a opuštěnými hnízdy může dosahovat až 20 °C. Za velkých veder přinášejí vodu, kterou vyplivují na plást, a ovívají jej tak dlouho, dokud se voda nevypaří. Díky tomu se plást ochlazuje.

### Rozmnožování, dožití
Nová generace samců a samic se objevuje již koncem července, přičemž v té době končí i produkce dělnic. Po určité době budoucí generace opouští hnízdo a dochází k oplodnění. Po něm si samice vyhledají místo k přezimování a samci většinou hynou. Příbuzné samice často přezimovávají pospolu. Oplodněné samice se probouzejí koncem března nebo začátkem dubna a okamžitě začínají se stavbou hnízda a kladením vajíček. Délka života dělnic je obvykle méně než 11 měsíců, samice-královna může žít i více než rok.

### Potrava
Dospělci se živí nektarem či medovicí vylučovanou larvami. Larvy jsou masožravé a dospělí jedinci jim aktivně shánějí potravu. Loví různý drobný hmyz a jeho vývojová stadia (např. housenky) a pavouky. Po usmrcení kořist sežvýkají a vytvoří z ní kašičkovitou kuličku, jíž krmí larvy.

### Parazité
Vosík je často hostitelem parazitického řásníka Xenos vesparum a tvoří s ním neobyčejně komplexní případ manipulace hostitele parazitem. V hnízdě vosíka francouzského někdy žije paraziticky pavosík velkohlavý (Polistes sulcifer) a pavosík cizopasný (Polistes atrimandibularis).